# 1927

## Події
- 13 травня — Заснований футбольний клуб Динамо (Київ)
- б/д — відбувся чемпіонат з великого тенісу поміж українців Галичини[1].

### Наука
- Теорія ковалентного зв'язку в молекулі водню (Вальтер Гайтлер і Фріц Лондон).
- Експериментальне підтвердження електронної дифракції (Девісон і Джермер)
- Люелін Томас та Енріко Фермі незалежно один від одного отримали рівняння Томаса-Фермі

### Аварії й катастрофи
- 25 жовтня — Італійський пароплав Принцеса Мафальда (Principessa Mafalda) затонув біля Порто-Сегуро, Бразилія. Загинуло 314 чоловік.
- землетрус на Криму.

### Церква
- 17–30 жовтня  відбувся Другий Всеукраїнський Православний Церковний Собор УАПЦ.[2]

## Народились
Дивись також Категорія:Народились 1927
- 1 січня — Юрій Миколайович Григорович, російський артист балету й балетмейстер
- 1 січня — Моріс Бежар, французький хореограф
- 27 січня — Олекса Тихий, український правозахисник, дисидент
- 30 січня — Улоф Пальме, шведський політичний діяч
- 20 лютого — Сідні Пуатьє, американський актор, режисер
- 22 лютого — Флоренсіо Кампоманес, філіппінський шахіст, президент ФІДЕ у 1982—1995
- 1 березня — Гаррі Белафонте, американський співак, композитор, актор
- 11 березня — Жузеп Марія Субіракс, іспанський скульптор і художник
- 13 березня — Рауль Альфонсин, президент Аргентини з 1983 по 1989
- 21 березня — Ганс-Дітріх Геншер, німецький політичний діяч.
- 26 березня — Чибісова Світлана Михайлівна, українська акторка.
- 27 березня — Мстислав Леопольдович Ростропович, російський віолончелист, композитор, диригент
- 2 квітня — Ференц Пушкаш, видатний угорський футболіст
- 10 квітня — Маршалл Воррен Ніренберг, американський біохімік і генетик, лауреат Нобелівської премії з фізіології і медицини 1968 року за розшифровку генетичного коду
- 18 квітня — Тадеуш Мазовецький, польський політик, публіцист
- 25 квітня — Корін Тейядо, іспанська астурійська письменниця, авторка любовних романів
- 27 квітня — Євген Олександрович Моргунов, російський актор
- 13 травня — Герберт Росс, кінорежисер
- 3 червня — Валерій Польовий, український композитор
- 3 червня — Геннадій Польовий, український художник-графік
- 20 червня — В'ячеслав Котьоночкін, російський мультиплікатор
- 23 червня — Боб Фосс, американський хореограф, кінорежисер
- 26 червня — Володимир Якович Мотиль, російський кінорежисер, автор фільму «Біле сонце пустелі»
- 3 липня — Кен Рассел, англійський кінорежисер
- 4 липня — Джина Лоллобриджида, італійська акторка
- 3 серпня — Алесь Адамович, білоруський письменник
- 4 серпня — Джон Маккарті, американський інформатик та дослідник мислення, автор терміна «Штучний інтелект», творець мови LISP
- 8 серпня — Федоров Святослав Миколайович, російський офтальмолог, член Російської академії медичних наук (від 1982) і член-кореспондент Російської академії наук (від 1987) (пом. 2000).
- 22 серпня — Ірина Костянтинівна Скобцева, російська кіноакторка
- 24 серпня — Левко Лук'яненко, український політик, дисидент
- 25 серпня — Алтея Гібсон, американська тенісистка
- 10 вересня — Іма Сумак, перуанська співачка
- 16 вересня — Пітер Фальк, американський кіноактор
- 1 жовтня — Олег Миколайович Єфремов, російський актор, режисер.
- 6 жовтня — Філ Мелоуні, канадський хокеїст.
- 14 жовтня — Роджер Мур, англійський актор
- 16 жовтня — Гюнтер Грасс, німецький письменник
- 18 жовтня — Джордж Скотт, американський актор.
- 24 жовтня — Жильбер Беко, французький співак і композитор
- 27 жовтня — Лешек Колаковський, польський філософ
- 3 листопада — Збігнєв Цибульський, польський кіноактор
- 17 листопада — Кюнзегеш Юрій Шойдакович, тувинський поет.
- 18 листопада — Ельдар Олександрович Рязанов, російський кінорежисер, сценарист
- 20 листопада — Михайло Олександрович Ульянов, російський актор
- 3 грудня — Енді Вільямс, американський поп-співак
- 12 грудня — Роберт Нойс, американський вчений, інженер, винахідник першої інтегральної мікросхеми (1959)
- 25 грудня — Олесь Бердник, український письменник, громадський діяч
- 25 грудня — Рам Нараян, індійський музикант
- 30 грудня — Робер Оссейн, французький кіноактор, режисер

## Померли
Див. також Категорія:Померли 1927
- 24 липня — Акутаґава Рюноске, японський письменник.

## Нобелівська премія
- з фізики: Артур Комптон — «За відкриття непружного розсіювання фотонів на електронах і Чарльз Вільсон за відкриття методу спостереження треків ядерних часток»
- з хімії: Генріх Отто Віланд — «За дослідження жовчних кислот і будови багатьох схожих речовин»
- з медицини та фізіології: Юліус Вагнер-Яурегг — «За відкриття терапевтичного ефекту зараження малярією при лікуванні прогресивного паралічу»
- з літератури: Анрі Бергсон — «На знак визнання його яскравих і життєствердних ідей, а також за ту виняткову майстерність, з якою ці ідеї було втілено».
- премія миру: Фердинанд Бюїссон та Людвиг Квідде — «За діяльність, направлену на відновлення розуміння між французьким і німецьким народами»